# Prywatne lekcje
Prywatne lekcje – amerykański film fabularny z 1981 roku w reżyserii Alana Myersona.

## Fabuła
Bogata rodzina zatrudnia w swoim domu młodą i atrakcyjną sprzątaczkę, Pannę Mallow, która zamierza zapoznać młodego Phillipa z tajnikami miłości.

## Obsada
- Eric Brown jako Phillip "Philly" Fillmore
- Sylvia Kristel jako Nicole Mallow
- Howard Hesseman jako Lester Lewis
- Patrick Piccininni jako Sherman
- Marian Gibson jako Florence
- Pamela Jean Bryant jako Joyce
- Peter Elbling jako kelner
- Ed Begley Jr. jako Jack Travis

i inni

## Ciekawostka
W jednym z ujęć, kiedy Nicole siada na łóżku w swoim pokoju, w oknie jest widoczny jeden z członków ekipy filmowej.